# Grecia en el Festival de la Canción de Eurovisión Junior
Grecia fue uno de los países fundadores que debutó en el I Festival de Eurovisión Junior en 2003.
Grecia ha enviado 6 canciones desde su inicio hasta su retirada.
Debutó en el año 2003, y decidió no participar a partir del año 2009 y las razones eran por baja audiencia y por la crisis económica.
Su puntuación media hasta su retiro es de 42,83 puntos.

## Participaciones
| 2003                           | Copenhague  | Nicolas Ganopoulos    | «Fili gia panta»      | 8  | 53 |
| 2004                           | Lillehammer | Giorgos Kotsougiannis | «O palios mou eaftos» | 9  | 48 |
| 2005                           | Hasselt     | Aleksandros & Kalli   | «Tora ine i sira mas» | 6  | 88 |
| 2006                           | Bucarest    | Chloe Sofia Boleti    | «Den peirazei»        | 13 | 35 |
| 2007                           | Rótterdam   | Susan Trepekli        | «Kapou mperdeftika»   | 17 | 14 |
| 2008                           | Limassol    | Nikki Yannouchu       | «Kapoia nychta»       | 14 | 19 |
| No participó entre 2009 y 2024 |             |                       |                       |    |    |

## Votaciones
Grecia ha dado más puntos a...
| N.º | País        | Pts |
| --- | ----------- | --- |
| 1   | Chipre      | 60  |
| 2   | España      | 35  |
| 3   | Bielorrusia | 33  |
| 3   | Rumania     | 33  |
| 4   | Rusia       | 22  |
| 5   | Dinamarca   | 20  |
| 6   | Georgia     | 18  |
| 7   | Armenia     | 16  |
| 8   | Croacia     | 14  |
| 9   | Malta       | 13  |
| 9   | Ucrania     | 13  |
| 10  | Reino Unido | 12  |

Grecia ha recibido más puntos de...
| N.º | País                | Pts |
| --- | ------------------- | --- |
| 1   | Chipre              | 57  |
| 2   | Croacia             | 22  |
| 3   | Rumania             | 18  |
| 3   | Reino Unido         | 18  |
| 4   | Bélgica             | 13  |
| 5   | Malta               | 12  |
| 6   | Noruega             | 8   |
| 6   | Dinamarca           | 8   |
| 6   | Países Bajos        | 8   |
| 6   | Suecia              | 8   |
| 7   | Rusia               | 7   |
| 7   | Serbia              | 7   |
| 8   | Letonia             | 5   |
| 9   | Macedonia del Norte | 4   |
| 9   | Serbia y Montenegro | 4   |
| 10  | España              | 3   |
| 10  | Francia             | 3   |

## Portavoces
| Año  | Portavoz                      | 12 Puntos |
| ---- | ----------------------------- | --------- |
| 2008 | Stefani Trepekli              | Chipre    |
| 2007 | Chloe Sofia Boleti            | Chipre    |
| 2006 | Alexandros Chountas           | Chipre    |
| 2005 | Markos Skourtelis Bouketsidis | España    |
| 2004 | Kalli Georgelli               | Chipre    |
| 2003 | Chloe Sofia Boleti            | Chipre    |